# كارليس مارتينيز نوفيل
كارليس مارتينيز نوفيل (بالإسبانية: Carles Martínez Novell) (مواليد 18 مايو 1984) هو مدرب كرة قدم إسباني، وهو حاليًا مدرب نادي تولوز في الدوري الفرنسي.

## مسيرته التدريبية

### المسيرة المبكرة
بدأ مارتينيز نوفيل شبابه كلاعب حارس مرمى في نادي مسقط رأسه ييرونا، وانتقل إلى أكاديمية شباب غرانيوليرس وهو في الرابعة عشرة من عمره، وبدأ تدريب فرق الشباب هناك وهو في السادسة عشرة. ثم انتقل إلى فرق الشباب في إسبانيول بعد فترة قصيرة. وبعد خمس سنوات مع إسبانيول، انتقل إلى برشلونة في 2015 وساعد في تدريب فرق الشباب في لا ماسيا حتى مستوى تحت 16 سنة. في 2019، انتقل إلى نادي الريان القطري لتولي تدريب فرق الشباب هناك. وفي 2020 تم تعيينه مدربًا لمنتخب الكويت تحت 20 عامًا.

### تولوز
في 9 ديسمبر 2022، تم تعيين مارتينيز نوفيل مساعدًا للمدير الفني لتولوز ورئيسًا لمنهجية التدريب تحت قيادة فيليب مونتاني. وكان جزءًا من فريق الإدارة الذي ساعد النادي على الفوز بكأس فرنسا لموسم 2022–23، وفي 14 يونيو 2023 عُين مدربًا رئيسيًا للنادي.
ظهر مارتينيز نوفيل لأول مرة في دوري الدرجة الأولى الفرنسي في 13 أغسطس 2023 في فوز خارج أرضه 2-1 على نادي نانت، الفريق الذي تغلب عليه ناديه أيضًا في نهائي الكأس لسنة 2023. في 3 يناير 2024، خسر فريقه كأس الأبطال الفرنسي 2-0 أمام باريس سان جيرمان؛ وقال إن فريقه خسر المباراة في الشوط الأول بعدم الإيمان بقدراتهم. وبعد ثمانية أيام، تم إقصاء النادي من دور الـ32 في الدفاع عن الكأس بعد خسارة بركلات الترجيح 12-11 خارج الأرض أمام نادي روان من الدوري الفرنسي الدرجة الثالثة، بعد تعادل 3-3، وانتقد جهود لاعبيه.
في الدوري الأوروبي 2023–24، تأهل تولوز من دور المجموعات في المركز الثاني خلف ليفربول، بفوز على أرضه وخسارة خارج أرضه أمام الفريق الإنجليزي. وفي الملحق، تم إقصاؤهم على يد بنفيكا البرتغالي في فبراير؛ ووصف مارتينيز نوفيل التعادل السلبي في المباراة الثانية على ملعب تولوز بأنه أفضل أداء لهم في الموسم. أنهى الفريق حملة الدوري في المركز الحادي عشر، بعد خسارة 3-0 على أرضه أمام ستاد بريست 29 المتأهل لدوري أبطال أوروبا.
في سبتمبر 2024، وقع مارتينيز نوفيل عقدًا جديدًا لمدة غير معلنة. وقال رئيس النادي داميان كومولي إن المدرب يلعب بأسلوب كرة قدم سعى النادي لتحقيقه لعدة سنوات.

## الحياة الشخصية
حصل مارتينيز نوفيل على درجة علمية من جامعة فيك – الجامعة المركزية لكتالونيا.

## إحصائيات التدريب
آخر تحديث 17 مايو 2025.
| الفريق     | البلد.  | من            | إلى     | السجل | السجل | السجل | السجل | السجل | السجل | السجل  | السجل        |
| الفريق     | البلد.  | من            | إلى     | ل     | ف     | ت     | خ     | له    | عليه  | الفارق | نسبة الفوز % |
| ---------- | ------- | ------------- | ------- | ----- | ----- | ----- | ----- | ----- | ----- | ------ | ------------ |
| نادي تولوز | فرنسا   | 14 يونيو 2023 | الآن    | 82    | 27    | 24    | 31    | 103   | 108   | −5     | 032٫93       |
| المجموع    | المجموع | المجموع       | المجموع | 82    | 27    | 24    | 31    | 103   | 108   | −5     | 032٫93       |